# Sarichioi
Sarichioi is een gemeente in Tulcea. Sarichioi ligt in de regio Dobroedzja (Dobrogea), in het zuidoosten van Roemenië.
Sarichioi is gelegen aan een van de grootste meren van Europa; "Lacul Razim". De bevolking bestaat voor ca 50% uit Russisch sprekende Roemenen, die afstammen van Russen welke in vroeger tijden de Donau zijn overgestoken om in het veel rijkere Roemenië een bestaan op te bouwen. Zij hebben hun eigen godsdienst meegenomen en belijden deze volgens de oude rythe. Zij worden aangeduid met de naam Lipovenen. De voornaamste bron van inkomen is altijd de visserij geweest. Nu het meer "Lacul Razim" aan een concessie-houder is uitgegeven zoekt de bevolking naar andere vormen van bestaan.
In opkomst is nu het toerisme, vooral omdat Sarichioi in open verbinding staat met de Donaudelta en aan de andere kan van het meer met de Zwarte Zee. Zowel de Dounadelta als het meer zijn beschermd natuurgebied.
Baia · Beidaud · C.A. Rosetti · Carcaliu · Casimcea · Ceamurlia de Jos · Ceatalchioi · Cerna · Chilia Veche · Ciucurova · Crișan · Dăeni · Dorobanțu · Frecăței · Greci · Grindu · Hamcearca · Horia · I.C. Brătianu · Izvoarele (Tulcea) · Jijila · Jurilovca · Luncavița · Mahmudia · Maliuc · Mihai Bravu · Mihail Kogălniceanu · Murighiol · Nalbant · Niculițel · Nufăru · Ostrov · Pardina · Peceneaga · Sarichioi · Sfântu Gheorghe · Slava Cercheză · Smârdan · Somova · Stejaru · Topolog · Turcoaia · Valea Nucarilor